# Циганска любов (теленовела)
„Циганска любов“ (на испански: Amor gitano) е мексиканска теленовела от 1999 г., режисирана и продуцирана от Педро Дамян за Телевиса. Адаптация е на аржентинската теленовела Amor gitano, създадена от Делия Гонсалес Маркес, и на пуерториканската теленовела La Mujer de Aquella Noche, създадена от Олга Руилопес.
В главните роли са Мариана Сеоане и Маурисио Ислас, а в отрицателните – Алехандро Камачо и Найлеа Норвинд.
Тази история разказва за невъзможната любов между богата графиня и беден циганин, през колониалния период на Мексико и циганското население, пристигнало от Испания по онова време.

## Сюжет
В далечното минало, когато несправедливостта е всекидневие, Родолфо, граф де Фарнесио, подъл феодал, е готов да изисква „правото си на господар“, правещ каквото си поиска, но плановете му са прекъснати от пристигането на благородния циганин Ренсо.
Ренсо започва да защитава жертвите на графа. Маркиза Адриана де Астолфи е принудена да се омъжи за графа, за да спаси от финансов крах семейството си. За да се отърве от циганина, Родолфо го обвинява в престъпление, което не е извършил, и Ренсо е депортиран на острова на прокълнатите, където е пратен в затвора.
Маркизата обича свободата и живота, но получава амнезия и Родолфо се възползва от това, като се жени да нея. Така Адриана става графиня де Фарнесио.
В затвора Ренсо се запознава с Педро Минели, изпратен несправедливо в затвора. Между двамата се заражда голямо приятелство. Един ден решават да избягат от острова. Плувайки с часове, те стигат до бреговете, тогава Педро признава, че е граф де Минели, и че има заровено съкровище. Двамата приятели го намират и графът дава част от него на Ренсо, за да се върне и да отведе жената, която обича.
Ренсо и Педро се установяват в имението на графа, и Ренсо започва да се представя като граф Пиетро Вандета. Но преди да се върне, за да спаси Адриана от Родолфо, Педро, сега Пиетро, трябва да съсипе живота на бившата си съпруга Астрид, която го е предала, и заради която е бил в затвора.

## Актьори
Част от актьорския състав:
- Мариана Сеоане – Адриана Астолфи
- Маурисио Ислас – Ренсо / Пиетро Вандета
- Алехандро Камачо – Родолфо Фарнесио
- Найлеа Норвинд – Иса Валенти
- Мария Рубио – Исолда
- Мая Мишалска – Астрид де Марниер
- Ракел Олмедо – Манина
- Мануел Охеда – Педро Минели
- Мария Тереса Ривас – Ая Петра
- Ектор Гомес – Бернал
- Алберто Естрея – Джонас
- Сусана Гонсалес – Сока
- Ана Лайевска – Мария
- Валентино Ланус – Патрисио
- Нурия Бахес – Констанса де Астолфи
- Ектор Санчес – Орландо
- Ядира Сантана – Басилиса

## Премиера
Премиерата на Циганска любов е на 3 май 1999 г. по Canal de las Estrellas. Последният 55. епизод е излъчен на 16 юли 1999 г.

## Награди и номинации
Награди TVyNovelas 2000
| Категория                 | Номинация                     | Резултат   |
| ------------------------- | ----------------------------- | ---------- |
| Най-добро женско откритие | Мариана Сеоане                | Номинирана |
| Най-добри оператори       | Педро Дамян Карлос Санчес Рос | Печелят    |
| Най-добра сценография     | Мирса Пас                     | Печели     |

## Версии
Теленовелата Циганска любов е създадена от сюжетите на следните теленовели:
- La mujer de aquella noche (Пуерто Рико, 1969), с участието на Браулио Кастийо, Гладис Родригес и Мона Марти.
- Amor gitano (Аржентина, 1983), с участието на Луиса Кулиок и Арналдо Андре.